# هوندا 1300
هوندا 1300 (بالإنجليزية: Honda 1300) هي سيارة من طراز المدمج من قائمة مصنعي السيارات شركة هوندا موتورز اليابانية. ظهرت بين عامي 1969 و
1973.
لحقتها سيارة هوندا أكورد.